# Lettische Badmintonmeisterschaft 1990
Die Lettische Badmintonmeisterschaft 1990 fand in Riga statt. Es war die 27. Auflage der nationalen Titelkämpfe von Lettland im Badminton, zu dieser Zeit noch als Meisterschaft der Sowjetrepublik.

## Titelträger
| Disziplin    | Sieger                               |
| ------------ | ------------------------------------ |
| Herreneinzel | Vladimirs Uļjanovs                   |
| Dameneinzel  | Svetlana Agarkova                    |
| Herrendoppel | Vladimirs Uļjanovs Jānis Kalniņš     |
| Damendoppel  | Svetlana Agarkova Gunta Karnupa      |
| Mixed        | Vladimirs Uļjanovs Svetlana Agarkova |